# Мандершайд
Мандершайд (на немски: Manderscheid; Maanischd) е курортен град в район Бернкастел-Витлих в Рейнланд-Пфалц, Германия с 1389 жители (към 31 декември 2017). Намира се в Южен Айфел.
За пръв път Мандершайд е споменат в документ през 973 г. като Manderschiet. Балдуин Люксембургски, архиепископ и курфюрст на Курфюрство Трир, дава на Мандершайд градски права през 1332 г. Градът е резиденция на графовете фон Мандершайд.
- Останки от замък Мандершайд